# Jukkasjärvi revir
Jukkasjärvi revir var ett skogsförvaltningsområde inom Luleå överjägmästardistrikt, Norrbottens län, som omfattade Jukkasjärvi socken samt av Gällivare socken trakterna vid Kalix- och Kaitumälvarna. Reviret var uppdelat i fem bevakningstrakter. Där var belägna tio kronoparker med en sammanlagd areal av 190 073 hektar, två kronoöverloppsmarker innehållande 231 941 hektar samt två allmänningar om tillsammans 50 902 hektar – eller sammanlagt 472 916 hektar (1905).